# Exorcism

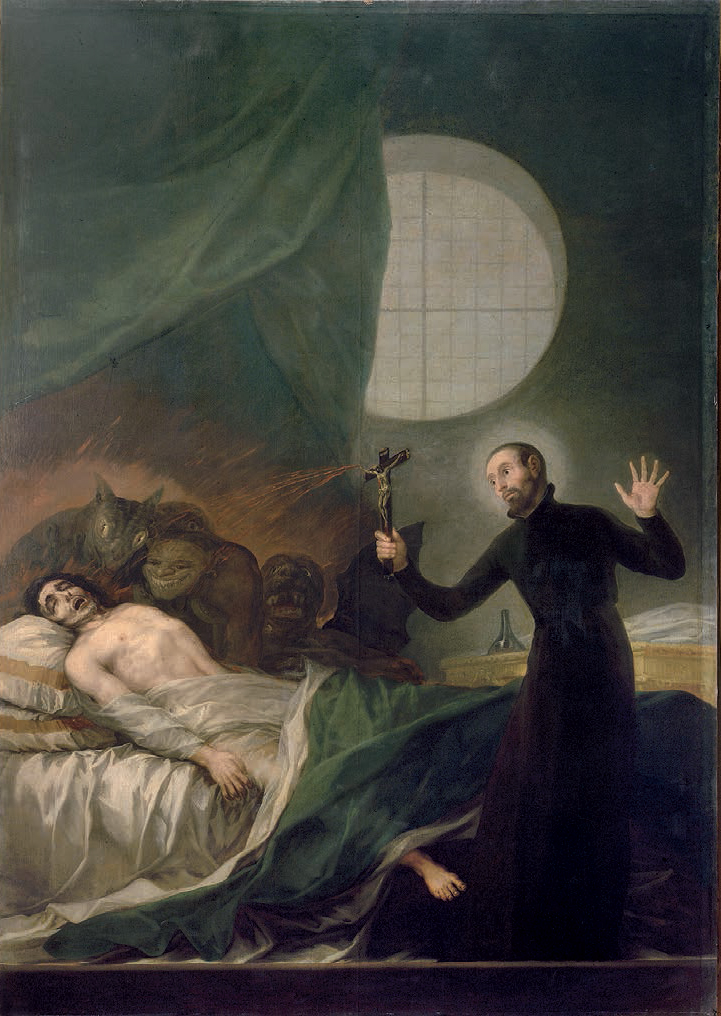
Pictură de Francisco Goya care ilustrează exorcismul

Exorcismul (din latina târzie, „exorcismus”, din greacă „ἐξορκισμός”, „exorkismos” - legare prin jurământ) este practica religioasă de alungare a demonilor sau a altor entități spirituale dintr-o persoană sau loc presupuse a fi posedate. În funcție de credința exorcistului, aceasta se face provocând entitatea la un jurământ, printr-un ritual complicat sau pur și simplu poruncind entității să plece, în numele unei puteri superioare. Această veche practică face parte din sistemul de credințe a multor culturi și religii.

## Exorcismul în Creștinism
Exorcismul este un act al Bisericii, prin care cere, în numele lui Isus Hristos, ca o persoană sau un obiect să fie apărat împotriva influenței diavolului și eliberat de sub stăpânirea lui. Sub această denumire se cuprinde atât actul în sine, cât și mijloacele folosite (de ex. ritualul exorcismului).

## Acțiunea demonului asupra oamenilor
Potrivit învățăturii Bisericii, din cauza păcatului strămoșesc, diavolul are o anumită stăpânire asupra oamenilor. 
Hristos îl descrie pe diavol drept stăpânitor al acestei lumi (In 12, 31; 14, 30). Apostolul Pavel îl numește dumnezeu al acestei lumi (2 Cor 4, 4). Prin lucrarea de răscumpărare a lui Hristos, domnia diavolului a fost învinsă de principiu. In 12, 31: „Acum stăpânitorul lumii acesteia va fi aruncat afară“. Evr 2, 14: El a luat trup și sânge „ca să nimicească prin moartea sa pe acela care are stăpânirea morții, adică pe diavol“. La Judecata de Apoi, domnia diavolului va fi frântă în mod desăvârșit și definitiv.

### Forme de acțiune ale stăpânirii diavolului
- ispitirea la păcat (cf. 1 Pt 5, 8), ca în următoarele exemple biblice: păcatul protopărinților, fratricidul lui Cain, trădarea lui Iuda, tăgăduirea lui Petru, minciuna lui Anania[3]. Prin ispitirea diavolului, voința omului nu este constrânsă la păcat, ci își păstrează libertatea naturală. Diavolul îl poate ispiti pe om numai atât cât îngăduie Dumnezeu, în Înțelepciunea lui [4].
- pricinuirea răului fizic (lat. infestatio)[5].
- Un gen deosebit de atac al diavolului este posedarea, îndrăcirea (obsessio, possessio), în care spiritul rău ia în stăpânire cu violență trupul omului, astfel încât organele corpului și puterile inferioare ale sufletului sunt stăpânite de el, nu însă puterile superioare ale sufletului[6].

### Indicii ale posesiunii demonice
În mod tradițional, se consideră că indiciile posesiunii demonice pot fi, printre altele: 
- vorbirea unei limbi necunoscute posedatului sau înțelegerea ei;
- dezvăluirea unor lucruri aflate la mare distanță sau ascunse;
- puteri fizice anormale ținând seama de vârsta sau condiția persoanei respective.

Tipologia biblică a posesiunii demonice cuprinde următoarele (Willem van Dam ):
- Rezistență puternică împotriva oricăror influențe divine (Mc 1,24; 5,7; Mt 8,29; Lc 4,34; 8,28).
- Forță fizică surprinzătoare (Mc 5,3s; Fapte 19,16).
- Tulburări în funcțiile organice (Mc 9,17.25; Mt 9,32ss; 12,22ss; Lc 11,14).
- Vorbirea altcuiva prin intermediul îndrăcitului (Mc 1,24.34; 3,11; 5,7.9-12; Mt 8,29; Lc 4,34.41; 8,28; Fapte 16,17; 19,15).
- Rănirea propriei persoane (Mc 5,5) și tentative de sinucidere (Mc 9,22).
- Purtare agresivă și neliniștită, furie (Mc 1,23; 5,7; 9,18.20).
- Putere de percepție ieșită din comun, cunoștințe supranaturale, divinație (Mc 1,24.34; 3,11; 5,7; 9,20; Lc 4,41; Fapte 16,17; 19,15).
- Fenomene extraordinare la plecarea demonului: crampe, strigăte, căderi la pământ (Mc 1,26; 5,13; 9,26; Lc 4,35-41; Fapte 8,7).
- Epuizare, dar vindecare perfectă după izgonire (Mc 5,15; 7,30; 9,26ss; Fapte 5,16).

### Cauzele îndrăcirii
Conform unui autor catolic, păcatul poate "deschide poarta", în special apostazia (lepădarea de credință) sau recurgerea la vrăjitoare. Alte cauze pot fi blestemarea din partea altor persoane sau un pact cu diavolul, prin care se dă acestuia dreptul la posesiune. Însă chiar numai invocarea diavolului poate avea, uneori, același efect. Există practici oculte și spiritiste ce orientează spre posesiune demoniacă. Totuși, posesiunea nu este neapărat legată de vina îndrăcitului (după cum arată cazurile de sfinți, posedați temporar). De regulă, îndrăciții pot fi eliberați numai dacă vor.

## Forme ale exorcismului creștin

### Exorcismul simplu
Un exorcism simplu se face la orice Botez, deoarece și Botezul în sine cuprinde și aspectul eliberării de păcat și de cel care l-a instigat, diavolul. Exorcismul de la Botez îl pregătește pe candidat să se lepede de Satana și să mărturisească credința Bisericii.
Există și alte practici bisericești care se îndreaptă și spre înlăturarea influențelor nefaste, cum ar fi apa sfințită și postul, care încă în Biserica primară era legat de izbânda asupra diavolului (cf. Mt 17, 21).

### Tipuri specifice de exorcisme
Exorcismul solemn sau "exorcismul mare" are în vedere, în mod specific, alungarea demonilor sau eliberarea de sub influența diabolică a unui om posedat. El poate fi săvârșit numai de un preot care are de la Episcop licență expresă în acest scop. Licența de a săvârși exorcisme trebuie acordată numai preoților care se disting prin evlavie, știință, prudență și viață integră. Se cere ca acest exorcist să acționeze cu prudență, respectând cu strictețe normele stabilite de Biserică.
În afară de exorcismul propriu-zis, există rugăciuni care se pot recita public, de către un preot, cu permisiunea Episcopului, atunci când se consideră, după judecată prudentă, că există o influență satanică asupra unor locuri, obiecte sau persoane, fără a se ajunge la stadiul unei posesiuni propriu-zise. Exemplu: Exorcism împotriva satanei și a îngerilor răzvrătiți; în limba latină: Exorcismus in Satanam et angelos apostaticos
Pe lângă aceasta, există rugăciuni care pot fi recitate în particular de către toți credincioșii, atunci când au motive întemeiate să considere că sunt supuși la influențe diabolice. Un exemplu de astfel de rugăciune este următoarea invocație către Arhanghelul Mihail:
| Sancte Michael Archangele, defende nos in proelio; contra nequitiam et insidias diaboli esto praesidium. Imperet illi Deus, supplices deprecamur: tuque, princeps militiae caelestis, satanam aliosque spiritus malignos, qui ad perditionem animarum pervagantur in mundo, divina virtute in inferno detrude. Amen. | Sfinte Arhanghel Mihail, apără-ne în luptă; împotriva răutății și a curselor diavolului fii-ne ocrotire. Ne rugăm cu umilință să-l certe pe el Dumnezeu; iar tu, căpetenie a oștirii cerești, pe satana și pe celelalte duhuri rele, care bântuie în lume spre pieirea sufletelor, izgonește-le în iad prin puterea dumnezeiască. Amin. |

### Desfășurarea exorcismului (ritualul romano-catolic)
Exorcismul solemn cuprinde următoarele elemente, potrivit ritualului romano-catolic din 1614 (ritualul a fost revizuit în 1999, dar majoritatea exorciștilor preferă să-l folosească pe cel vechi):
- pregătirea preotului exorcist, prin spovedanie și celebrarea Sfintei Liturghii
- Litania tuturor Sfinților
- Tatăl nostru
- Psalmul 53/54[17]
- rugăciune de eliberare
- poruncă adresată demonului, prin care i se cere să-și dezvăluie numele și momentul în care va ieși, precum și de a nu-i mai dăuna posedatului
- Citiri din Evanghelie: In 1, 1-14[18]Mc 16, 15-18[19]Lc 10, 17-20[20] Lc 11, 14-22[21]
- Rugăciune pentru a cere puterea de ataca demonul
- Punând stola (patrafirul) pe gâtul îndrăcitului, mâna dreaptă pe capul lui și făcând semnul crucii pe fruntea și pe pieptul acestuia, precum și asupra celor de față, preotul rostește 3 exorcisme, prin care se poruncește diavolului să iasă din posedat, făcându-i loc lui Christos, și să nu se mai întoarcă. Acestea pot fi repetate de mai multe ori, până la eliberarea completă
- Alte rugăciuni folositoare: Tatăl nostru, Bucură-te, Marie,[22] Crezul, Magnificat (Lc 1, 46-55),[23] Benedictus (Lc 1, 68-79),[24] Slavă Tatălui, Simbolul atanasian, Psalmii 90, 67, 69, 53, 117, 34, 30, 21, 3, 10
- Rugăciune după eliberare, pentru ca spiritul rău să nu mai aibă putere asupra celui eliberat[25]

## Exorcismul în Islam
Asemenea creștinilor, musulmanii cred și ei în Iblis (Diavol) sau Șeitan (Satan) și în existența demonilor sau a jinnilor care pot poseda oameni.
În religia islamică exorcismul se numește ruqya. Ritualurile islamice de exorcism fac parte din Al-Tibb al-Nabawi (Medicina Profetului), care ne învață cum să ne curățăm și să ne purificăm trupul și sufletul. Exorcismul islamic constă în punerea la pământ a persoanei posedate, în timp ce un imam sau recitator  îi pune mâna pe frunte și recită versete din Coran. Versetele coranice specifice exorcizării sunt deobicei cele din ultimele trei sure (capitole), numite Al-Ikhlas (Devoțiunea), Al-Falaq (Zorii) și An-Nas (Oamenii). Toate aceste versete constau în preaslăvirea lui Allah (Dumnezeu) și în alungarea relelor în numele Său. De asemenea, în exorcism, un rol important îl are și celebrul Ayat Al-Kursi (Versetul Tronului) din sura 2, Al-Baqara (Vaca).

## Exorcismul în Hinduism
Credințele și practicile de exorcizare există de asemenea și la hinduși . Dintre toate cele patru Vede (cărțile sacre ale hinduismului) , se spune că doar  Atharva-Veda conține secrete legate de magice și alchimie , dar și de ritualuri de ce țin exorcism . Mijloacele de bază ale exorcismului hindus sunt recitarea de mantre și practicarea ritualului yajna . Dintre scrierile puranice ce trebuie citite în timpul ritualuilui de exorcizare , oficiat de un brahman (preot hindus) , se numără Bhagavata Purana , Padma Purana și Garuda Purana , dar și textul Kāttakaṃ din Yajur-Veda . De asemenea în timpul exorcizării , cei prezenți trebuie să țină posedatul , în timp ce recită mantrele zeilor , în special mantrele lui Hanuman și lui Narasimha , mantre special folosite în exorcism . Tot în timpul ritualului trebuie să existe imagini sau statui ale zeităților hinduse , mai ales ale celor două menționate mai sus , pentru a opri dezlănțuirea puterii demonului .

## Critici
Criticii exorcismului afirmă că așa-numitele "posesii" sunt, de fapt, boli psihice nediagnosticate, iar practicarea exorcismului în asemnea cazuri exacerbează boala și poate fi considerată chiar abuz. Au existat cazuri în care exorciștii au abuzat pe poziția lor pentru câștig financiar, sau care au dus la moartea victimei.

## Poziția științifică
Posesia demonică nu este un diagnostic medical sau psihiatric valid. Simptomele descrise de cei care se cred în posesia demonică sunt similare celor asociate unor boli mentale, cum ar fi isterie, manie, psihoză, Sindromul Tourette, epilepsie, schizofrenie sau dedublarea personalității (personalitate multiplă).
În cazurile de dedublarea personalității în care este întrebată personalitatea alternativă asupra propriei identități, 29% se identifică ca demoni.. În plus, într-o forma de monomanie numită demonomanie sau demonopatie pacientul crede că este posedat de unul sau mai mulți demoni.
Iluzia că exorcismul ar funcționa pe oamenii cu simptomele respective este atribuită de obicei efectului placebo și puterii de sugestie. Unele persoane presupus posedate sunt de fapt narcisiste sau suferă de lipsa încrederii în sine și joacă rolul de "persoană posedată" pentru a atrage atenția.
Unii psihiatri văd ritualul exorcismului drept o psihodramă, în acest caz vindecarea izvorând din acceptarea credinței bolnavului conform căreia el/ea este posedat de un duh, pe care psihodrama îl „îndepărtează” din mintea lui/ei printr-un spectacol corespunzător acestei convingeri. Conform lui Israel Regardie, demonii nu există în mod obiectiv-real, ci sunt aspecte ale inconștientului.

## Vezi și
- Exorcistul (film)